# Rhinopithecus bieti
Il rinopiteco bruno (Rhinopithecus bieti Milne Edwards, 1897) è un primate della famiglia dei Cercopitecidi originario della Cina.
Il suo nome è un omaggio a Félix Biet (1838-1901) delle Missioni Estere di Parigi, missionario francese e naturalista nel Tibet.

## Descrizione
Il rinopiteco bruno è la più minacciata delle tre specie di rinopitechi presenti in Cina. Misura 51–83 cm di lunghezza e ha una coda di 52–75 cm; i maschi pesano 15–17 kg, mentre le femmine, più piccole, non superano i 9,2–12 kg. Il manto, lungo e ispido, è di colore prevalentemente nero su dorso e zampe e bianco sulle regioni inferiori. Altri peli bianchi, particolarmente lunghi nei maschi adulti, sono presenti anche sui fianchi. Le labbra sono di colore rosa intenso, mentre la faccia è di colore più chiaro; sulle spalle vi sono dei peli grigio-giallastri. Questa scimmia deve il nome comune di «rinopiteco», cioè «scimmia nasuta», alla struttura insolita del naso, privo di ossa nasali e con le narici rivolte all'insù. Alla nascita i piccoli sono bianchi, ma divengono grigi nel giro di pochi mesi.

## Distribuzione e habitat
Il rinopiteco bruno è presente, con circa 13 sottopopolazioni isolate, sui monti Yunling, una catena montuosa della Cina sud-occidentale al confine tra lo Yunnan nord-occidentale e il Tibet sud-orientale.
Vive ad altitudini maggiori di qualsiasi altro primate, a eccezione dell'uomo. Abita le foreste di conifere, ad altitudini comprese tra i 3000 e i 4500 m, dove il gelo regna incontrastato per circa 280 giorni all'anno e il suolo è ricoperto da un manto nevoso spesso anche più di un metro.

## Biologia
Conosciamo ben poco riguardo alle abitudini di questa scimmia elusiva, e i primi studi accurati sulla sua ecologia e sul suo comportamento sono stati effettuati solamente nel corso degli anni novanta.
Diversamente dagli altri colobini (che generalmente si nutrono di foglie), il rinopiteco bruno si nutre soprattutto di licheni, in particolare di quelli del genere Bryotia. I licheni sono una fonte di cibo abbondante e facile da digerire, ma sono anche piuttosto carenti da un punto di vista nutrizionale; questa dieta insolita ha spinto questo primate arboricolo a comportamenti piuttosto inusuali. Sono stati osservati gruppi numerosi costituiti anche da diverse centinaia di esemplari che tendono a spostarsi e a riposare insieme, all'interno dei quali si distinguono piccole unità familiari di due tipi: unità riproduttive, rappresentate dall'harem del maschio con le sue femmine e la prole (dette OMU=One Male Unit), e unità non riproduttive, formate da gruppi di soli maschi (dette AMU=All Male Unit). Nella stagione degli accoppiamenti i maschi sessualmente maturi segnalano il loro status con un pronunciato arrossamento della pelle delle labbra..
La necessità di licheni, che hanno bisogno di 10-15 anni per rigenerarsi, ha spinto queste scimmie a condurre uno stile di vita più errabondo. Ciascuna banda copre una distanza di 1500 m al giorno e occupa un territorio che può raggiungere i 25 km² di estensione. Questa specie ha inoltre un tasso di natalità molto basso; gli scienziati stimano che le femmine partoriscano un unico piccolo ogni tre anni.

## Conservazione
Il numero dei rinopitechi bruni è diminuito soprattutto a causa della distruzione dell'habitat e della pressione venatoria. La popolazione umana di questo remoto angolo della Cina è aumentata moltissimo nel corso degli ultimi decenni e una vasta area delle foreste dove vive il rinopiteco è stata abbattuta, sia per far fronte alla richiesta di legname che per fare spazio ai terreni agricoli. I pochi esemplari rimasti, meno di 2000, sono isolati in sacche forestali frammentate. La caccia a questo primate è vietata dal 1975, ma la mancanza di fondi e di uno staff adeguato fa sì che la legge sia difficile da rispettare, e la caccia continua tuttora. Le scimmie vengono inoltre catturate accidentalmente in trappole poste per altri animali selvatici.